# Refektorij
Refektorij je blagavaonica, prostorija za blagovanje, prehranu, posebice u samostanima, školama s cjelodnevnim boravkom i akademskim ustanovama.
Uporaba tog izraza danas se smatra malko pretencioznom. Izraz dolazi od lat.reficere, što znači ponovno izraditi, vratiti u prvotno stanje, pa preko kasnolat.refectorium, što znači mjesto gdje netko se ide vratiti u prvotno stanje.

## Vanjske poveznice
- http://www.liverpoolcathedral.org.uk/refectory/  Arhivirana inačica izvorne stranice od 13. veljače 2005. (Wayback Machine)
- http://www.gcalref.com/home.php3  Arhivirana inačica izvorne stranice od 4. travnja 2005. (Wayback Machine)